# Jan Kossakowski (starosta wiski)
Jan Kossakowski herbu Ślepowron (zm. po 1680), starosta wiski, poseł na sejmy.
Był synem Mikołaja (zm. 1639), kasztelana czernihowskiego, po którym został w 1638 starostą wiskim. Od połowy lat 30. XVII wieku aktywnie uczestniczył w życiu publicznym, wielokrotnie będąc posłem i pełniąc liczne urzędy. W 1645 wyrokiem sądu sejmowego został pozbawiony starostwa i skazany na infamię (za nieznane przestępstwa), ale już po roku oczyszczony z zarzutów odzyskał zarówno godność, jak i dobre imię.
Wielokrotnie był marszałkiem sejmiku ziemi wiskiej (1640, 1643, 1653, 1655, 1658, 1659, 1666, 1669), powierzano mu także urzędy m.in. deputata sejmiku do odebrania soli (1654), sędziego kapturowego (1668 i 1673), posła do króla Michała Korybuta Wiśniowieckiego (1670). Poseł na sejmy w latach: 1636, 1638, 1640, 1653, 1654, 1658, 1665, 1667, 1668, 1669, 1670 (poseł na sejm nadzwyczajny z ziemi wiskiej), 1673 i 1674. Uczestniczył w elekcjach królów w 1648, 1669 i 1674. Jako poseł powiatu wiskiegi na sejm elekcyjny 1669 roku podpisał pacta conventa Michała Korybuta Wiśniowieckiego w 1669 roku. Jako poseł na sejm konwokacyjny 1674 roku z ziemi wiskiej był członkiem konfederacji generalnej zawiązanej 15 stycznia 1674 roku na tym sejmie. W 1674 był deputatem do ułożenia paktów konwentów. Poseł sejmiku wiskiego na sejm 1678/1679 roku.
W 1674 roku był elektorem Jana III Sobieskiego z ziemi wiskiej.
Prowadził liczne procesy majątkowe; z 1680 pochodzi ostatnia o nim wzmianka, właśnie dotycząca prowadzonego procesu.

## Źródła
- Jerzy Jarowiecki, Adam Przyboś, Jan Kossakowski, „Polski Słownik Biograficzny”, tom XIV, 1968–1969